# Automolis johanna
Automolis johanna là một loài bướm đêm thuộc phân họ Arctiinae, họ Erebidae.